# Římskokatolická farnost Mšeno u Mělníka
Římskokatolická farnost Mšeno u Mělníka (latinsky Mschenna, německy Mschneno, dříve Wemschen) je církevní správní jednotka sdružující římské katolíky na území města Mšeno u Mělníka a v jeho okolí. Organizačně spadá do mladoboleslavského vikariátu, který je jedním z 10 vikariátů litoměřické diecéze. Centrem farnosti je kostel sv. Martina ve Mšeně u Mělníka.

## Historie farnosti
Původní středověká farnost (plebánie) zde byla zřízena pravděpodobně již kolem roku 1080. Za husitských válek tato stará farnost zanikla a obnovena byla až po třicetileté válce. Matriky jsou zachovány od roku 1635. Farnost je i ve 21. století obsazována vlastním duchovním správcem, který zde sídlí.

### Duchovní správcové vedoucí farnost
Začátek působnosti jmenovaného v duchovní správě farnosti od:
- 1359 Albertus
- 1368 Bohunek z Hořic
- Hanko
- 1378 Mauritius
- Joannes
- 1391 Wenceslaus, † 1410
- 1410 Michaël
- 1671 Joannes Petrus Parvus
- 1672 Nicolaus Kostelský
- 1674 Wenceslaus Adalbertus Rzehaczek
- 1678 Joannes Franciscus Lodgman
- 1687 Matheus Augustus Tabelarius
- 1706 Joannes Antonius Massner
- 1722 Carolus Fiorini
- 1724 Joannes Wenceslaus Košín
- 1764 Georg. Jos. Hanitz
- 1792 Ignat. Kalliwoda, n. 29. 7. 1749 Č. Budějovice, o. 21. 12. 1777, † 11. 3. 1830
- 1830 Jos. Czerwinka, n. 21. 11. 1795 Nymburk, o. 24. 8. 1821, † 23. 3. 1861
  - 1837–1840 Václav Frost, kaplan
- 1861 Franc. Joann. Kondelík, n. 30. 3. 1826 Novodomens., o. 25. 7. 1849, † 14. 2. 1912
  - 1892 František Soukal, kaplan
- 1910 Franc. Pecina, n. 11. 2. 1866 Příšovice, o. 16. 5. 1889, † 1. 5. 1942
- 2. 5. 1942 par. vacat, admin. int. Josef Palme
- 1. 7. 1943 Josef Palme, n. 23. 7. 1908 Sušice, o. 16. 6. 1935, † 21. 3. 1977
- 1. 6. 1945 Václav Marvan
- 1. 2. 1946 Josef Tržický
- 1. 9. 1957 Rudolf Šustr
- 1. 1. 1968 Tadeáš Zdeněk Řehák, O.Praem., admin. (do svého jmenování 1. 1. 1968 byl mimo duchovní správu[6])
- 1. 7. 1987 Josef Petrucha
- 1. 7. 1990 Antonín Audy
- 1. 7. 2003 Jozef Piroh, admin., o. 3. 7. 1977, † 22. 4. 2012
- 1. 7. 2006 Bohuslav Bártek, admin.; od 1. července 2011 farář, o. 16. 5. 1996, † 7. 2. 2015
- 15. 4. 2015 Peter Kothaj, farář[4]

Kromě kněží stojících v čele farnosti, působili ve farnosti v průběhu její historie i jiní kněží. Většinou pracovali jako farní vikáři, kaplani, katecheté, výpomocní duchovní aj.
Od podzimu 2023 je výpomocným duchovním Jiří Rajmund Tretera, ve farnosti ministruje i Záboj Horák.

### Farní obvod
Z důvodu efektivity duchovní správy byl ve 2. polovině 20. století vytvořen farní obvod (kolatura) sestávající z přidružených farností spravovaných excurrendo z Mšena u Mělnika. Do tohoto obvodu k únoru 2021 patří farnosti: Bukovno, Kadlín, Skalsko, a kněz jezdí také duchovně vypomáhat i do Mladé Boleslavi.

## Území farnosti
Do farnosti náleží území obce:
- Brusné (Brusnai[p 2])
- Doubravice
- Hradsko (Hrazko[p 2])
- Kanina
- Kaninský Důl
- Klučno
- Konrádov (Konradsthal[p 2])
- Libovice (Libowies[p 2])
- Lobeč
- Mšeno u Mělníka
- Olešno
- Ráj
- Romanov
- Sedlec u Mšena
- Skramouš
- Stránka
- Vojtěchov (Albertsthal[p 2])
- Vrátno

## Římskokatolické sakrální stavby a místa kultu na území farnosti
| | Fotografie     | Stavba                                             | Místo           | Bohoslužby                      | Zeměpisné souřadnice                                                                         | Status                         | Číslo kulturní památky                       |
| Fara a kostely | Fara a kostely | Fara a kostely                                     | Fara a kostely  | Fara a kostely                  | Fara a kostely                                                                               | Fara a kostely                 | Fara a kostely                               |
| --- | -------------- | -------------------------------------------------- | --------------- | ------------------------------- | -------------------------------------------------------------------------------------------- | ------------------------------ | -------------------------------------------- |
| 1. |                | Fara                                               | Mšeno u Mělníka | —                               | vpravo vedle kostela, Masarykova 266 50°26′16″ s. š., 14°37′54″ v. d.                        | sídlo farního úřadu            | —                                            |
| 2. |                | Kostel sv. Martina                                 | Mšeno u Mělníka | bližší informace o bohoslužbách | Masarykova, náměstí Míru, st. 1 50°26′16″ s. š., 14°37′55″ v. d.                             | farní kostel                   | 41873/2-3773 (Pk•MIS•Sez•Obr•WD) (Q20982272) |
| 3. |                | Kostel sv. Jiří                                    | Hradsko         | bližší informace o bohoslužbách | v jihozápadní části obce, na vrcholu kopce, st. 73, pp. 509 50°25′49″ s. š., 14°35′11″ v. d. | filiální kostel                | 16241/2-1413 (Pk•MIS•Sez•Obr•WD) (Q24877427) |
| 4. |                | Kostel Povýšení sv. Kříže                          | Lobeč           | bližší informace o bohoslužbách | uprostřed hřbitova 50°27′36″ s. š., 14°40′13″ v. d.                                          | filiální kostel                | 33930/2-1351 (Pk•MIS•Sez•Obr•WD) (Q24877363) |
| Kaple a oratoria |                |                                                    |                 |                                 |                                                                                              |                                |                                              |
| 5. |                | Kaple sv. Antonína Paduánského                     | Skramouš        | bohoslužby příležitostně        | náves 50°26′45″ s. š., 14°40′5″ v. d.                                                        | kaple                          | —                                            |
| 6. |                | Kaple Nejsvětější Trojice                          | Vrátno          | bohoslužby příležitostně        | Vrátno 39, náves 50°25′56″ s. š., 14°41′35″ v. d.                                            | kaple                          | —                                            |
| 7. |                | Domov seniorů Mšeno                                | Mšeno u Mělníka | bližší informace o bohoslužbách | Boleslavská 451 50°26′16″ s. š., 14°38′4″ v. d.                                              | oratorium                      | —                                            |
| 8. |                | Kaple                                              | Doubravice      | bohoslužby příležitostně        | ve středu obce 50°27′41″ s. š., 14°41′21″ v. d.                                              | kaple se zvonicí               | (Q66623983)                                  |
| 9. |                | Kaple sv. Maří Magdalény                           | Romanov         | –                               | uprostřed obce 50°26′57″ s. š., 14°37′39″ v. d.                                              | kaple přestavěná na obytný dům | —                                            |
| Výklenkové kaple |                |                                                    |                 |                                 |                                                                                              |                                |                                              |
| 10. |                | Kaplička                                           | Olešno          | bohoslužby příležitostně        | uprostřed obce 50°28′10″ s. š., 14°36′34″ v. d.                                              | výklenková kaple               | —                                            |
| 11. |                | Kaplička                                           | Ráj             | bohoslužby příležitostně        | jižní část obce, u mostku přes Pšovku, pp. 1436/1 50°27′49″ s. š., 14°36′53″ v. d.           | výklenková kaple               | 21278/2-3807 (Pk•MIS•Sez•Obr•WD) (Q38094035) |
| 12. |                | Kaple                                              | Konrádov        | bohoslužby příležitostně        | Konrádov 18 50°28′41″ s. š., 14°36′21″ v. d.                                                 | výklenková kaple               | 15838/5-2835 (Pk•MIS•Sez•Obr•WD) (Q62070270) |
| 13. |                | Kaplička                                           | Brusné          | bohoslužby příležitostně        | Brusné 2. díl, u čp. 18 50°28′14″ s. š., 14°37′42″ v. d.                                     | výklenková kaple               | —                                            |
| 14. |                | Kaple sv. Antonína                                 | Mšeno u Mělníka | bohoslužby příležitostně        | ul. Cinibulkova 50°26′34″ s. š., 14°37′48″ v. d.                                             | výklenková kaple               | (Q66564800)                                  |
| 15. |                | Kaplička se sochou sv. Jana Nepomuckého            | Stránka         | bohoslužby příležitostně        | rozcestí 50°25′15″ s. š., 14°39′29″ v. d.                                                    | výklenková kaple               | —                                            |
| 16. |                | Kaplička                                           | Stránka         | bohoslužby příležitostně        | rozcestí 50°25′17″ s. š., 14°39′24″ v. d.                                                    | výklenková kaple               | —                                            |
| Zvonice |                |                                                    |                 |                                 |                                                                                              |                                |                                              |
| 17. |                | Zvonice na hřbitově                                | Lobeč           | —                               | hřbitov 50°27′36″ s. š., 14°40′14″ v. d.                                                     | zvonice                        | —                                            |
| 18. |                | Dřevěná zvonička                                   | Vojtěchov       | —                               | náves 50°27′42″ s. š., 14°35′55″ v. d.                                                       | zvonice                        | —                                            |
| 19. |                | Dřevěná zvonička a venkovní kříž                   | Olešno          | —                               | náves, pp. 49 50°28′4″ s. š., 14°36′26″ v. d.                                                | zvonice a krucifix             | 24758/2-3799 (Pk•MIS•Sez•Obr•WD) (Q38039977) |
| 20. |                | Zvonička „Vidlák“                                  | Konrádov        | —                               | návrší za výklenkovou kaplí v obci 50°28′41″ s. š., 14°36′21″ v. d.                          | zvonice                        | 36285/5-2836 (Pk•MIS•Sez•Obr•WD) (Q62106871) |
| 21. |                | Dřevěná zvonice                                    | Stránka         | —                               | uprostřed obce, nedaleko rybníčku 50°25′22″ s. š., 14°39′42″ v. d.                           | zvonice                        | —                                            |
| Venkovní kříže a Boží muka |                |                                                    |                 |                                 |                                                                                              |                                |                                              |
| 22. |                | Boží muka                                          | Olešno          | —                               | náves, čp. 22 50°28′4″ s. š., 14°36′26″ v. d.                                                | krucifix                       | —                                            |
| 23. |                | Venkovní kříž                                      | Romanov         | —                               | Hájovna Na Rovinách, u rozcestí 50°27′7″ s. š., 14°37′21″ v. d.                              | krucifix                       | —                                            |
| 24. |                | Venkovní kříž se jmény padlých za I. sv. války     | Sedlec u Mšena  | —                               | náves 50°26′17″ s. š., 14°36′31″ v. d.                                                       | krucifix                       | —                                            |
| 25. |                | Venkovní kříž                                      | Stránka         | —                               | náves 50°25′14″ s. š., 14°39′27″ v. d.                                                       | krucifix                       | —                                            |
| 26. |                | Venkovní kříž                                      | Vojtěchov       | —                               | náves 50°27′42″ s. š., 14°35′52″ v. d.                                                       | krucifix                       | —                                            |
| 27. |                | Venkovní kříž                                      | Brusné          | —                               | rozcestí 50°27′46″ s. š., 14°37′35″ v. d.                                                    | krucifix                       | —                                            |
| 28. |                | Venkovní kříž                                      | Doubravice      | —                               | v obci u rybníčku 50°27′42″ s. š., 14°41′18″ v. d.                                           | kříž                           | —                                            |
| 29. |                | Venkovní kříž                                      | Doubravice      | —                               | při výjezdu z obce 50°27′35″ s. š., 14°41′23″ v. d.                                          | krucifix                       | —                                            |
| 30. |                | Boží muka                                          | Kanina          | —                               | při výjezdu z obce, u čp. 2 50°25′31″ s. š., 14°35′43″ v. d.                                 | krucifix                       | —                                            |
| 31. |                | Venkovní kříž                                      | Libovice        | —                               | samota Na Fučíkovském 50°28′49″ s. š., 14°38′40″ v. d.                                       | krucifix                       | —                                            |
| 32. |                | Venkovní kříž                                      | Libovice        | —                               | ve středu obce 50°28′21″ s. š., 14°39′10″ v. d.                                              | kříž                           | —                                            |
| 33. |                | Venkovní kříž                                      | Libovice        | —                               | na severozápadě za obcí 50°28′31″ s. š., 14°38′59″ v. d.                                     | kříž                           | —                                            |
| 34. |                | Venkovní kříž                                      | Lobeč           | —                               | rozcestí mezi zámkem a hřbitovem 50°27′34″ s. š., 14°40′9″ v. d.                             | krucifix                       | —                                            |
| 35. |                | Venkovní kříž                                      | Mšeno u Mělníka | —                               | za obcí, ul. Romanovská 50°26′38″ s. š., 14°37′59″ v. d.                                     | kříž                           | —                                            |
| 36. |                | Venkovní kříž                                      | Mšeno u Mělníka | —                               | na rohu ul. Jatecké a Stránecké 50°26′4″ s. š., 14°38′4″ v. d.                               | kříž                           | —                                            |
| 37. |                | Venkovní kříž                                      | Mšeno u Mělníka | —                               | ul. Hradčanská, severovýchodně od obce 50°26′39″ s. š., 14°38′22″ v. d.                      | kříž                           | —                                            |
| 38. |                | Venkovní kříž                                      | Skramouš        | —                               | uprostřed obce 50°26′46″ s. š., 14°40′3″ v. d.                                               | krucifix                       | —                                            |
| Sochy |                |                                                    |                 |                                 |                                                                                              |                                |                                              |
| 39. |                | Sousoší P. Marie se sochami sv. Rocha a Šebestiána | Mšeno u Mělníka | —                               | náměstí Míru, pp. 3341/2 50°26′17″ s. š., 14°37′59″ v. d.                                    | sousoší                        | 26084/2-1384 (Pk•MIS•Sez•Obr•WD) (Q37819367) |
| 40. |                | Nárožní socha sv. Floriána                         | Mšeno u Mělníka | —                               | ul. Palackého a Karlova 116 50°26′29″ s. š., 14°38′6″ v. d.                                  | socha                          | –                                            |
| 41. |                | Socha sv. Václava                                  | Stránka         | —                               | rozcestí Chorušice – Kadlín, Stránka 50°25′9″ s. š., 14°39′33″ v. d.                         | socha                          | 21579/2-1416 (Pk•MIS•Sez•Obr•WD) (Q38139626) |
| Hřbitovy |                |                                                    |                 |                                 |                                                                                              |                                |                                              |
| 42. |                | Hřbitov                                            | Mšeno u Mělníka | bohoslužby příležitostně        | ul. Mělnická 50°26′15″ s. š., 14°37′39″ v. d.                                                | hřbitov                        | –                                            |
| 43. |                | Hřbitov kolem kostela sv. Jiří                     | Hradsko         | bohoslužby příležitostně        | v jihozápadní části obce, na vrcholu kopce 50°25′49″ s. š., 14°35′11″ v. d.                  | hřbitov                        | –                                            |
| 44. |                | Hřbitov kolem kostela Povýšení sv. Kříže           | Lobeč           | bohoslužby příležitostně        | kolem kostela 50°27′36″ s. š., 14°40′13″ v. d.                                               | hřbitov                        | –                                            |
| 45. |                | Hřbitov                                            | Libovice        | bohoslužby příležitostně        | na jihozápadě za obcí 50°28′14″ s. š., 14°38′47″ v. d.                                       | hřbitov                        | –                                            |
| Některé drobné sakrální stavby a pamětihodnosti lze dohledat zde v databázi Drobné sakrální památky Zaniklé sakrální stavby lze dohledat zde v databázi Poškozené a zničené kostely, kaple a synagogy v České republice |                |                                                    |                 |                                 |                                                                                              |                                |                                              |